# Larson (39WW2)
Larson var en mindre by af jordhytter på østsiden af Missouri River, South Dakota, der blev grundlagt af arikaraer omkring 1675.:147  Byen indgik som en vigtig del af handelen på den nordlige prærie og blev besøgt af f.eks. assiniboiner, siouxer og måske cheyenner.:128  Engang inden 1750 faldt byen under et blodigt angreb udført af en uidentificeret stamme, der også stak dele af byen i brand.
Byen er navngivet efter Lewis Larson,:1  der ejede arealet med det arkæologiske fund, da dette blev gjort i 1897.:2 
Der er foretaget visse undersøgelser på stedet, også efter at Larson det meste af tiden akkurat ligger oversvømmet af vandet i det kunstigt skabte reservoir Lake Oahe.:4  Selve byen er mindre end halvt udgravet.:120  Larson Site er nomineret som et historisk bevaringsværdigt sted i USA, bl.a. fordi det rummer et sjældent fund af en indfødt bybefolkning, der blev massakreret i forhistorisk tid.:i 
Andre byer med tegn på voldelige konflikter mellem indfødte befolkningsgrupper i South Dakota (ud over nødvendigheden af at grave forsvarsgrøfter og bygge palisader) er Crow Creek og Fay Tolton.:172 

## Byen og nærområdet
Byen blev grundlagt i et tidligt befolket område langs Missouri River i Walworth County, South Dakota, og jordhytterne lader til at være bygget på en ældre boplads skabt af folk med en anden kultur.:33  Beliggenheden på et hævet plateau med en stejl, sydvendt skråning ned mod Missouri River vanskeliggjorde angreb på Larson fra den kant. Byen er speciel for området ved at folkene havde bosat sig et stykke væk fra Missouri River og hentede vand fra en kilde lige udenfor byen.:119 
Byen var tilsyneladende straks fra begyndelsen beskyttet af en tre meter bred forsvarsgrøft. Siden blev både byen og dens jordhytter mindre, og indbyggerne lavede en ny, cirkelformet grøft med en palisade indenfor den gamle grøft.:4  Da bestod Larson af 29 jordhytter med tilhørende forrådsgruber.:119  Årti efter årti føjede indbyggerne nye lag til byens voksende køkkenmøddinger.:191 
Øst og nord for byen lå to separate begravelsespladser.:119  Indbyggerne begravede flere af de døde i en bøjet position med knæene ind mod brystkassen. Nogle skeletter var beskyttet af et trædække.:119  Byens kvinder dyrkede majs og andre afgrøder et sted i nærheden af byen; traditionelt i floddalen med Missouri River.:63  Folkene anvendte lerkrukker samt bestemte sten- og ben-redskaber, mens andre stenredskaber allerede var ved at blive erstattet af redskaber af metal.:140 
Sytten indianer-byer eller pladser brugt af indfødte fra vidt forskellige tidsaldre er opdaget på Missouri Rivers bredder i nærheden af Larson. Et eksempel er Travis 2, blot 250 meter nordvest for Larson, som rummer spor af menneskelig aktivitet flere tusinde år f. Kr.:1 

## Massakren på indbyggerne
I 1964 opdagede arkæologer knogledele fra mindst 10 individer på åbne pladser i byen og 61 skeletter spredt på gulvet inde i tre udgravede jordhytter. Fund af musket-kugler og pilespidser af kobber tæt ved skeletterne ledte tankerne i retning af en blodig konflikt mellem to indfødte folk og væk fra en umiddelbar teori om massedød i byen som følge af en koppe-epidemi.:120 
En af de tre udgravede hytter rummede skeletterne af mindst 41 folk.:120  Disse menes at have samlet sig for at søge fælles beskyttelse bag hyttens vægge, mens krigere forsvarede indgangen.:129  Da kun knap halvdelen af byens jordhytter er udgravet, kan den gemme på mange flere ofre.:120 
De dræbte er af begge køn, og alderen går fra ca. halvandet år:126  til tæt på 50 år (hvilket var omkring den højeste levealder for byens befolkning på denne tid).:122  I forhold til en normalbefolkning er der færre børn og unge kvinder blandt de dræbte; sejrherrerne har sandsynligvis bragt fanger med tilbage til deres egen by eller lejr, som det også er kendt fra indiansk krigsførelse i historisk tid.:127 
Under kampen blev der brugt krigskøller,:123  knive,:125  bue og pil samt ildvåben.:120 
Mange ofre havde skæremærker og ridser på kraniet efter at være blevet skalperet,:123  mens andre manglede afskårne led.:125  Fire unge mænd havde fået hovedet skåret af.:124  Kun 41 kranier ud af mindst 71 er blevet fundet; mange blev destrueret i de høje temperaturer skabt af ilden i byens antændte jordhytter efter kampen.:125 

## Efter byens ødelæggelse
Overlevende grundlagde muligvis kort tid efter massakren en ny by ved Missouri River lidt øst for Larson, der benævnes Spiry-Eklo.:194 